# Championnat du Kazakhstan féminin de football
Le championnat du Kazakhstan de football féminin est une compétition de football féminin opposant les sept meilleurs clubs du Kazakhstan.

## Palmarès
- 2000 – FC Kazakhstan Temir Zholy[1]
- 2001 – FC Kazakhstan Temir Zholy[1]
- 2002 – FC Kazakhstan Temir Zholy[1]
- 2003 – FC Kazakhstan Temir Zholy[1]
- 2004 – Alma KTZH[2]
- 2005 – Alma KTZH[3]
- 2006 – Alma KTZH[4]
- 2007 – Alma KTZH[5]
- 2008 – Alma KTZH[6]
- 2009 – Sdjusshor No. 2[7]
- 2010 - CSHVSM[8]
- 2011 - BIIK Kazygurt[9]
- 2012 - CSHVSM
- 2013 - BIIK Kazygurt
- 2014 - BIIK Kazygurt
- 2015 - BIIK Kazygurt
- 2016 - BIIK Kazygurt
- 2017 - BIIK Kazygurt
- 2018 - BIIK Kazygurt
- 2019 - BIIK Kazygurt
- 2020 - BIIK Kazygurt
- 2021 - BIIK Kazygurt
- 2022 - BIIK Kazygurt
- 2023 - BIIK Kazygurt
- 2024 - BIIK Kazygurt